# Moschga
Moschga (russisch Можга) ist eine Stadt in der Republik Udmurtien (Russland) mit 47.961 Einwohnern (Stand 14. Oktober 2010).

## Geographie
Die Stadt liegt etwa 100 km südwestlich der Republikhauptstadt Ischewsk am Flüsschen Sjuginka im Flusssystem der Kama.
Moschga ist der Republik administrativ direkt unterstellt und zugleich Verwaltungszentrum des gleichnamigen Rajons.

## Geschichte
Der Ort entstand 1835 mit der Errichtung der Glashütte Sjuginski Sawod, hieß nach 1917 kurzzeitig Sowetski, später Krasny und erhielt schließlich 1926 unter dem heutigen Namen Stadtrecht (nach dem alten Namen einer in der Gegend siedelnden Udmurtensippe).

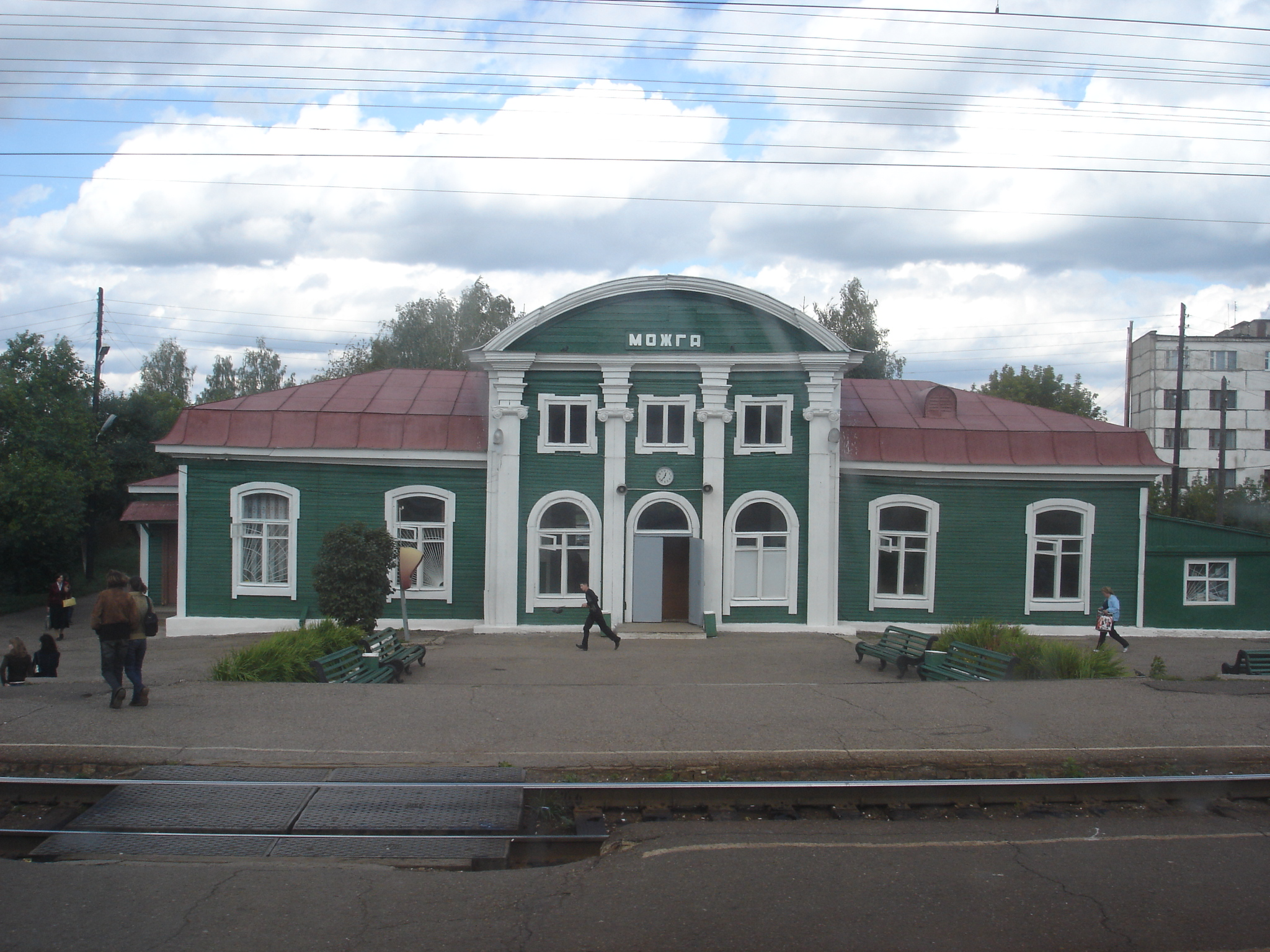
Bahnhof Moschga

### Bevölkerungsentwicklung
| Jahr | Einwohner |
| ---- | --------- |
| 1926 | 2.400     |
| 1939 | 22.168    |
| 1959 | 29.987    |
| 1970 | 38.930    |
| 1979 | 40.272    |
| 1989 | 46.049    |
| 2002 | 47.119    |
| 2010 | 47.961    |
| 2017 | 49.617    |

Anmerkung: Volkszählungsdaten (1926 gerundet)

## Söhne und Töchter der Stadt
- Dmitri Japarow (* 1986), Skilangläufer
- Uljana Nigmatullina (* 1994), Biathletin
- Walerija Wasnezowa (* 1997), Biathletin